# EVR-Baureihe Mtk
Die Lokomotiven der Baureihe Mtk waren Tenderlokomotiven der Eesti Vabariigi Raudtee (EVR) mit der Achsfolge C1.

## Geschichte
Die Lokomotiven der Baureihe Mtk waren neben den Dampflokomotiven der Baureihen Uk, Sk, Kk und Kk2, den Kleinlokomotiven der Baureihe B, den Verbrennungsmotortriebwagen der Baureihen M (Nr. 11 bis 15), M (Nr. 16), DeM, (De)M und Ro sowie den Elektrotriebwagen der Baureihe M eine der wenigen Triebfahrzeug-Neubeschaffungen der EVR während der ersten Unabhängigkeit Estlands.
Die dreifach gekuppelten Heißdampflokomotiven wurden 1938 und 1939 von der Aktiengesellschaft Franz Krull (AS Franz Krull) in Tallinn geliefert und erhielten die Betriebsnummern 250 bis 255. Die für den Rangierdienst bestimmten Lokomotiven zählten zu den besonders gelungenen Entwicklungen der EVR. Die Lokomotiven schleppten von Beginn an auch leichte Güter- und Reisezüge. Für letztere fiel die Höchstgeschwindigkeit von 50 km/h allerdings relativ gering aus.
Nach der sowjetischen Okkupation Estlands 1940 blieben die Lokomotiven zunächst in Tallinn stationiert. Vor dem Einmarsch der deutschen Truppen 1941 wurde eine der Lokomotiven, die Nr. 252, zusammen mit zwei weiteren Lokomotiven, Ow 170 und einer nicht mehr bekannten T, in Tallinn im Hafenbecken versenkt. Sie wurde erst 1947 wieder gehoben und nach Reparatur wieder eingesetzt. Von den übrigen fünf Lokomotiven wurden mindestens drei, die Betriebsnummern 250, 251 und 254, nach dem deutschen Einmarsch auf Normalspur umgespurt und neben drei Lokomotiven der DR-Baureihe 93 im Vorortverkehr von Tallinn eingesetzt, nachdem der dortige elektrische Betrieb mit den Triebwagen der EVR-Baureihe M kriegsbedingt eingestellt worden war. Nach dem Krieg fand sich eine der Lokomotiven, die 254, beim Bahnbetriebswerk in Reichenbach/Vogtland, von wo sie im Zuge der sowjetischen Reparationen wieder nach Osten abgefahren wurde. Die umgespurten Lokomotiven wurden nach dem Krieg wieder auf ihre ursprüngliche Breitspur umgestellt. Bis 1956 fuhren die Lokomotiven wieder auf estnischen Strecken.